# جاستین بالدونی
جاستین بالدونی (انگلیسی: Justin Baldoni؛ زادهٔ ۲۴ ژانویهٔ ۱۹۸۴) بازیگر، بازیکن فوتبال، دی‌جی، بازیگر سینما، بازیگر تلویزیون، مدل، مدیر اجرایی تولید، تهیه‌کننده فیلم و کارگردان فیلم اهل ایالات متحده آمریکا است. وی از سال ۲۰۰۴ میلادی تاکنون مشغول فعالیت بوده است.
از فیلم‌ها یا برنامه‌های تلویزیونی که وی در آن نقش داشته است می‌توان به سیاسآی: میامی، جاگ، و جین باکره اشاره کرد.